# シリングスフュルスト
シリングスフュルスト (ドイツ語: Schillingsfürst) は、ドイツ連邦共和国バイエルン州ミッテルフランケンのアンスバッハ郡に属す郡所属市で、シリングスフュルスト行政共同体の本部所在地。

## 地理

### 位置
シリングスフュルストは、フランケンヘーエ自然公園内に位置する。

### 隣接市町村
北から時計回りに
- ゲスラウ
- ブーフ・アム・ヴァルト
- ロイタースハウゼン
- ドムビュール
- ヴェルニッツ
- ディーバッハ
- ゲープザッテル

### 市の構成
本市は、公式には21の地区 (Ort) からなる。このうち小集落や孤立農場などを除く集落を以下に列記する。
- ファウレンベルク
- ノイヴァイラー
- シャーフホーフ
- シリングスフュルスト
- ショーンドルフ
- シュティルツェンドルフ
- ヴォーンバッハ

## 歴史
1000年に、シリングスフュルストの名前は初めて文献に記されている。ブルクベルンハイムの御猟場記録に "Xillingesfirst"の名が記されている。1300年からシリングスフュルストはホーエンローエ家の所領となった。城は、1316年にバイエルン公ルートヴィヒによって破壊された。再建された城も1525年のドイツ農民戦争で焼け落ちた。さらに3度目に築かれた城も、三十年戦争により1632年に破壊された。シリングスフュルストは、カール・アルブレヒト侯統治下の1753年から1793年に、計画的な入植政策により初めての大きな発展を見た。一部の社会的に恵まれない市民を現在もシリングスフュルストのイェニシェと呼ぶことがあるが、この原因を1758年からの手工業者や流浪民の流入に求める説がある。しかしこれは、そうしたローカルなことではなく、南ドイツあるいは南西ドイツで、悪党仲間の隠語として流布していたものである。1792年には、後のフランス部隊の母体となったイェーガー部隊が創設された。バイエルン王国およびヴュルテンベルク王国の創設により、ホーエンローエ＝ヴァルデンブルク＝シリングスフュルスト侯領は廃止された。シリングスフュルスト周辺の地所は、バイエルン王国に帰属した。

## 行政

### 議会
シリングスフュルストの議会は、市長を含め15議席からなる。

### 紋章
3つの山を持つ鋸歯線で上下に分割。上部は赤地に銀の獅子、下部は銀地に黒の獅子（ヒョウ）

### 友好都市
- Chamberet（フランス、コレーズ県）

## 文化と見所

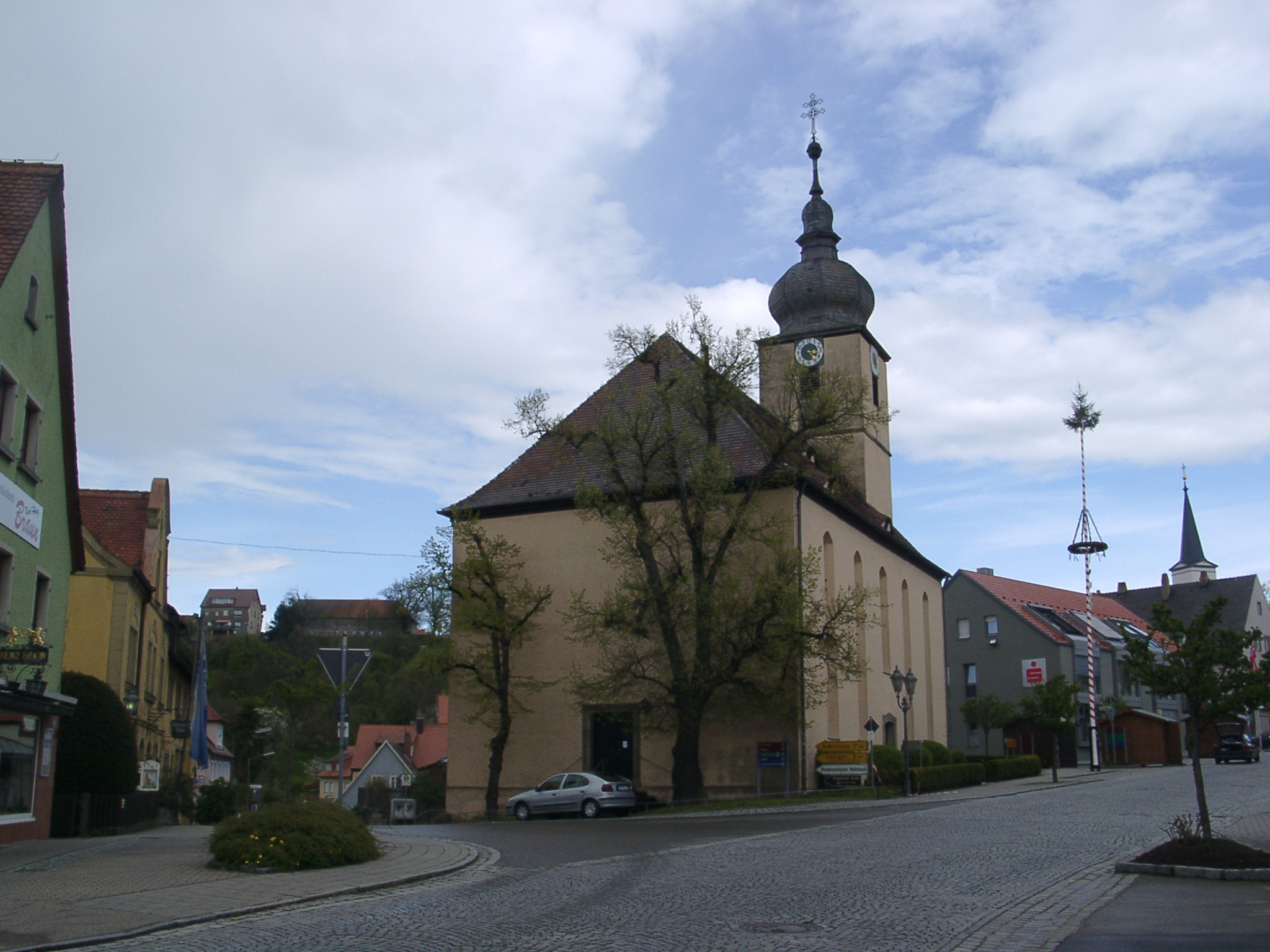
シリングスフュルストの街並み

### 博物館
- ブルンネンハウス博物館
- ルートヴィヒ・デフラー・ギャラリー

### 建築
- シリングスフュルスト城
- バイエルンの狩猟用鷹育成施設
- 水道塔

## 経済と社会資本
シリングスフュルストは、ロマンティック・フランケン観光連盟に加盟している。

### 交通
シリングスフュルストは、ロマンティック街道沿いに位置し、アウトバーンA7号線（インターチェンジ79 ヴェルニッツ）にも遠くない。

## 出身者
- ルートヴィヒ・デフラー (1905 - 1992) 画家

## 注
1. ↑  https://www.statistikdaten.bayern.de/genesis/online?operation=result&code=12411-003r&leerzeilen=false&language=de Genesis-Online-Datenbank des Bayerischen Landesamtes für Statistik Tabelle 12411-003r Fortschreibung des Bevölkerungsstandes: Gemeinden, Stichtag (Einwohnerzahlen auf Grundlage des Zensus 2011)
2. ↑  Bayerische Landesbibliothek Online
3. ↑  Edith Nierhaus-Knaus: Geheimsprache in Franken - Das Schillingsfürster Jenisch. Verlag J. P. Peter, Rothenburg ob der Tauber 1973
4. ↑  Siegmund A. Wolf: Rezension zu Edith Nierhaus-Knaus, in: Zeitschrift für Dialektologie und Linguistik 44,2 (1977) S. 177-179